# 撻著
《撻著》（英語：Click）是由香港亞洲電視製作的一個專為單身男女感情速配的真人秀節目，於2011年11月27日於本港台首播。

## 記事
2011年11月12日，《撻著》進行開鏡拜神儀式及正式錄影第一集，出席的嘉賓包括亞視高級副總裁葉家寶，總監(綜藝及資訊)黃香娣，節目監製謝松軒、溫少江，節目主持陳啟泰、甄詠珊，嘉賓葉念琛、唐安琪，心理學家李寶能及一眾模特兒。

## 合作單位
《撻著》節目邀請多個合作單位赞助，包括高登討論區、珍爱网等。

## 外部連結
- 撻著-亞洲電視官方網頁

1. ↑  全新單身男女速配節目《撻著》開鏡拜神 台前幕後齊心祈求節目拍攝順利及收視高開 的存檔，存档日期2011-11-15.